# (9745) Shinkenwada
(9745) Shinkenwada es un asteroide perteneciente al cinturón de asteroides descubierto el 2 de noviembre de 1988 por Tsutomu Seki desde el Observatorio de Geisei, Geisei, Japón.

## Designación y nombre
Designado provisionalmente como 1988 VY. Fue nombrado por Shinken Wada (1912-1952), nacido en Tokio, trabajó como locutor de radio para NHK de 1934 a 1945. Tenía talento para la transmisión de noticias y también era el presentador de programas de entretenimiento. Informó para los Juegos Olímpicos de Helsinki en 1952, pero murió en París de camino a casa.

## Características orbitales
(9745) Shinkenwada está situado a una distancia media del Sol de 2,922 ua, pudiendo alejarse hasta 3,243 ua y acercarse hasta 2,602 ua. Su excentricidad es 0,110 y la inclinación orbital 1,759 grados. Emplea 1824,81 días en completar una órbita alrededor del Sol.
Pertenece a la familia de asteroides de (158) Koronis.

## Características físicas
La magnitud absoluta de (9745) Shinkenwada es 14,04. Tiene 5,317 km de diámetro y su albedo se estima en 0,227. 